# Cartagena (romanzo)
Cartagena è un romanzo di Valerio Evangelisti, pubblicato nel 2012 da Mondadori Editore. Racconta vicende che si svolgono nel contesto della pirateria nei Caraibi.

## Edizioni
- Valerio Evangelisti, Cartagena, Mondadori, 2012.